# Neushoornkever
De neushoornkever (Oryctes nasicornis) is een kever uit de familie bladsprietkevers (Scarabaeidae) en de onderfamilie Dynastinae. De neushoornkever dankt zijn naam aan de relatief grote hoornachtige stekel op de kop van de mannetjes. Deze verharde 'hoorn' wordt gebruikt om concurrenten omver te duwen en dient niet ter verdediging.
De kever is een van de weinige soorten uit de groep van de Dynastinae die voorkomt tot in noordelijk Europa. Met een totale lichaamslengte van ongeveer vier centimeter is de neushoornkever een van de grootste Europese keversoorten. De soort heeft zich weten te handhaven door gebruik te maken van plantaardige afvalhopen waarin de larven leven. Door de broei wordt de omgevingstemperatuur van de larven verhoogd zodat ze zich sneller kunnen ontwikkelen.
De neushoornkever komt voor in België en Nederland, maar is er niet algemeen. Hij neemt wel toe en wordt op sommige plaatsen steeds vaker gezien. Het insect werd door de Belgische vereniging Natuurpunt uitgeroepen tot dier van de maand in september 2007.

## Verspreiding
De neushoornkever is de grootste soort in West-Europa uit de onderfamilie reuzenkevers (Dynastinae). Vrijwel alle andere soorten zijn bewoners van tropische gebieden. De neushoornkever is echter een palearctische soort die voorkomt in Europa, delen van westelijk Azië en het Arabisch Schiereiland en een deel van noordelijk Afrika.
De neushoornkever komt in Europa voor in de landen België, Bulgarije, Duitsland, Frankrijk (inclusief het eiland Corsica), Griekenland, Hongarije, Italië (inclusief de eilanden Sicilië en Sardinië), Letland, Luxemburg, Moldavië, Nederland, Noorwegen, Oostenrijk, Polen, Portugal, Roemenië, Rusland, Slowakije, Spanje, Tsjechië, Zweden en Zwitserland. De noordelijke grens van het verspreidingsgebied ligt in Scandinavië waar de soort voorkomt in Zweden, Noorwegen en Denemarken, inclusief het oostelijk gelegen eiland Bornholm.
In het oosten strekt het verspreidingsgebied zich uit tot Azië en delen van het Arabisch schiereiland tot in noordelijk Afrika, in de landen Afghanistan, Algerije, Azerbeidzjan, Marokko, Syrië, Tunesië en Turkmenistan.

### Broeihopen
De kever wordt in zuidelijke delen van het verspreidingsgebied vooral in natuurgebieden aangetroffen, maar in België en Nederland komen de larven vooral voor bij menselijke bewoning, met name in composthopen en andere hopen plantaardig materiaal. De soort is in Nederland vooral in het oosten en het zuiden van het land te vinden.
Het aanleggen van broeihopen die primair voor andere dieren bedoeld zijn, zoals de ringslang die haar eieren in zo'n hoop afzet, kan ook soorten als de neushoornkever helpen. In Zuid-Holland wordt de soort wel aangetroffen in composthopen van bollentuinders. Hierdoor komen larven regelmatig op de velden terecht. Na overleg zijn in de duinen bij Noordwijk een aantal broeihopen aangelegd om de soort een betere groeiplaats te bieden. In 2012 is daar een aanzienlijk aantal larven in aangetroffen.
Bij de aanleg van broeihopen is het belangrijk geen (harshoudend) naaldhout te gebruiken, omdat de larven hier niet goed tegen kunnen. Door witrot aangetast eikenmolm is favoriet bij de kevers. Het is van belang dat er jaarlijks verse houtsnippers, snoeiafval van loofbomen of blad aan de hoop wordt toegevoegd. Zonder broeihopen zijn er geen neushoornkevers, want de larven eten in tegenstelling tot bijvoorbeeld de engerling van de meikever alleen binnen de broeihoop.

## Uiterlijke kenmerken

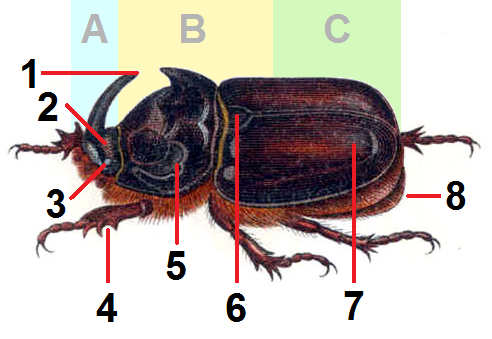
Lichaamsdelen van een mannetje.

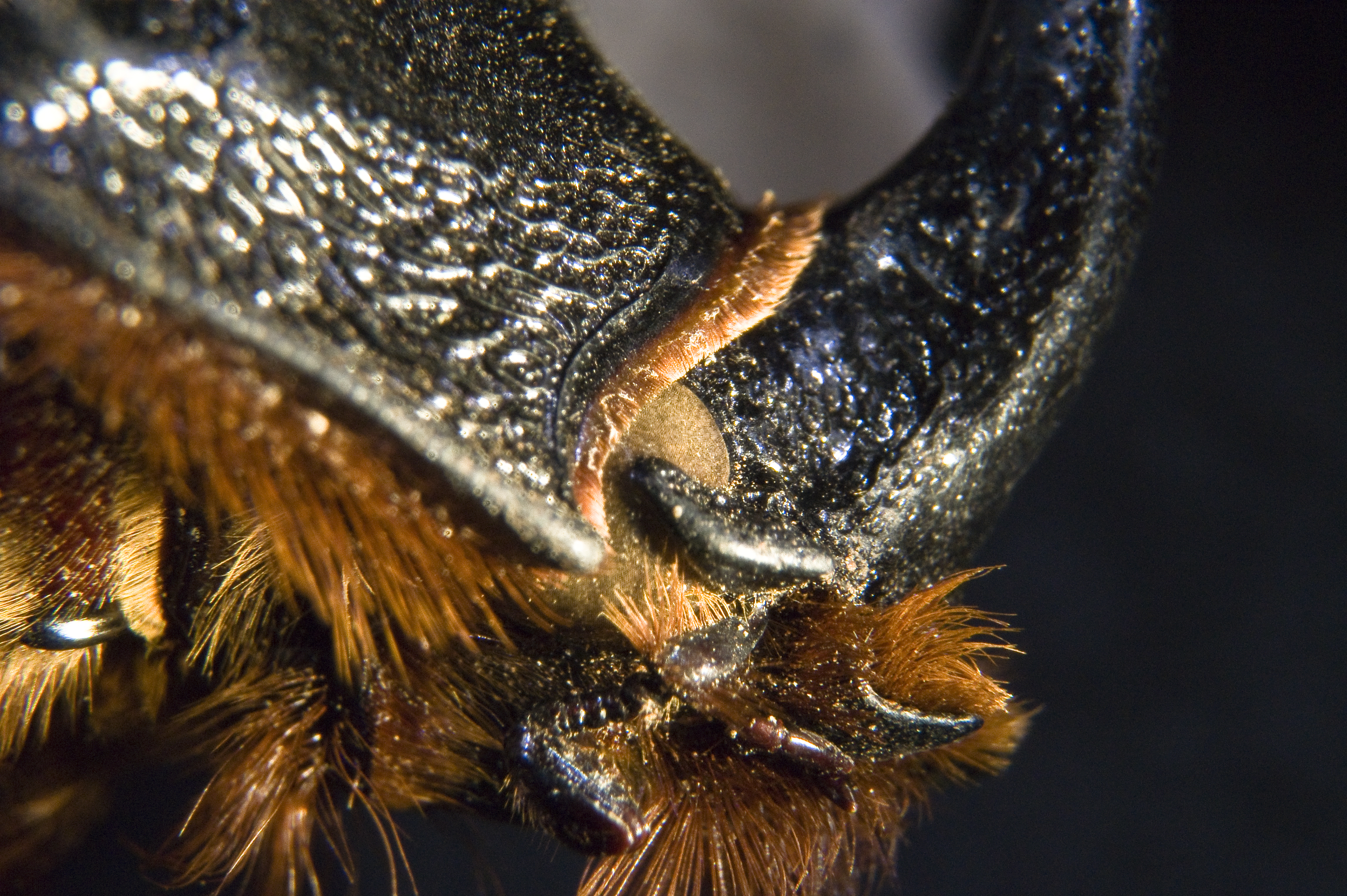
Detail kop van een mannetje.

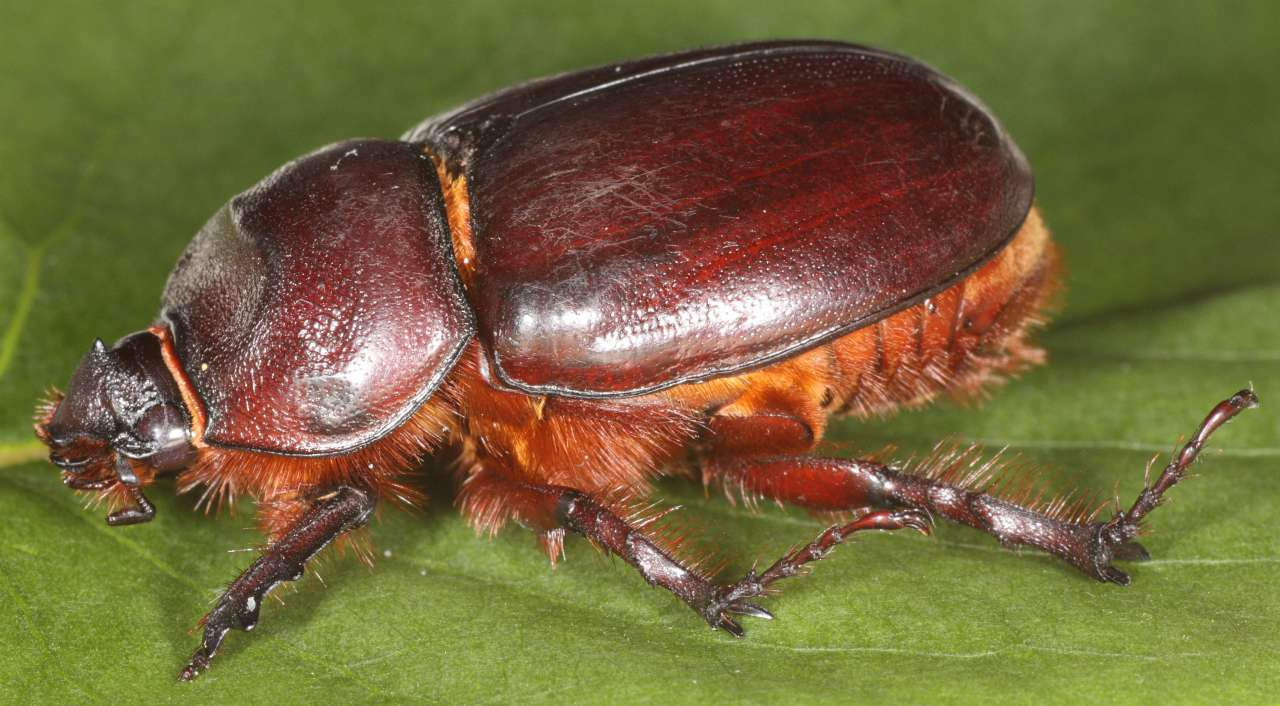
De vrouwtjes hebben slechts een klein stekeltje op de kop.

De neushoornkever is een van de grootse keversoorten die voorkomen in westelijk Europa. Met een lengte van 20 tot 40 millimeter is de soort de grootste bladsprietkever die voorkomt in België en Nederland. Hij is gemakkelijk van andere kevers te onderscheiden door de opmerkelijke lichaamsvorm en kleur. Naast een sterk gewelfd lichaam, dat tevens vrij gedrongen is, hebben de mannetjes een karakteristieke hoorn op de kop. Bij de vrouwtjes is deze zeer klein of ontbreekt geheel.
De neushoornkever heeft net als alle kevers een lichaam dat bestaat uit drie delen: de kop (A), daarachter het borststuk of thorax (B) dat de poten en de vleugels draagt en het achterlijf of abdomen (C), dat aan de bovenzijde geheel aan het oog onttrokken wordt door de vleugels.
De kop is relatief klein, donkerder dan de rest van het lichaam en neigt meestal naar zwart. De neushoornkever heeft twee kleine, kraalachtige ogen (3) die moeilijk waarneembaar zijn, omdat ze net zo donker zijn als de kop zelf. De ogen zitten aan weerszijden van de kop. De verharde plaat die de kop beschermt, wordt het kopschild of vertex (2) genoemd en is sterk verbreed aan de zijkanten. Onder de ogen zitten de antennes. Deze zijn vrij onopvallend en eindigen, zoals bij alle bladsprietigen, in lamellen. Hierdoor wordt het oppervlak van de antennes sterk vergroot. Aan de onderzijde van de kop bevinden zich de kaaktasters. Net als de antennes zijn deze gesegmenteerd en donkerbruin van kleur.
Aan de bovenzijde van het kopschild is bij de mannetjes op het midden een relatief grote, naar achteren gekromde hoornachtige structuur aanwezig, de hoorn (1). Deze opvallende stekel heeft een brede basis en eindigt in een scherpe punt. Hieraan heeft de neushoornkever de Nederlandse naam te danken. Deze naam is niet overdreven, want goed ontwikkelde mannetjes zijn door de grote 'hoorn' een indrukwekkende verschijning. Bij de vrouwtjes is de hoorn slechts in aanleg aanwezig. Zij hebben een kleine stekel die soms zelfs geheel ontbreekt. Net als andere grote kevers is de grootte en vorm van de hoorn van de mannetjes afhankelijk van hoe goed de larve het heeft gehad. Als de larve aan voedselgebrek heeft geleden, dan is de imago minder goed ontwikkeld en is de hoorn kleiner. Dergelijke exemplaren worden wel 'hongervormen' genoemd.
De verharde platen aan de bovenzijde van het borststuk en achterlijf corresponderen niet met de lichaamsindeling. Wat direct opvalt is het pronotum of halsschild (5) dat bij de mannetjes sterk gewelfd is. Het halsschild is bruin van kleur en heeft een inkeping op het midden in de lengte. Bij de vrouwtjes is dit niet meer dan een afplatting aan de voorzijde van het halsschild, waarbij de randen wat omhoog staan en vooral aan de achterzijde. Bij de mannetjes echter is het halsschild aan de voorzijde verbreed en sterk afgeplat en heeft een naar voren gekromde, opstaande welving aan de achterzijde, die eindigt in drie tandachtige uitstulpingen. Het halsschild beschermt het voorste deel van het borststuk. Het achterste deel bevindt zich onder de brede en bolle dekschilden (7). De dekschilden zijn de verharde voorvleugels die de vliezige, tere achtervleugels beschermen die gebruikt worden om mee te vliegen. Aan de voorzijde is in het midden het schildje of scutellum gelegen (6). De dekschilden zijn kastanjebruin en hebben een opvallende glans. Ze zijn helderder gekleurd dan het halsschild en de kop. Er komen echter ook lichtere exemplaren voor die meer roodbruine dekschilden hebben, een donker roodbruin halsschild en een donkerbruine kop.
De dekschilden beschermen niet alleen een deel van het borststuk, maar ook het gehele achterlijf, dat alleen aan de onderzijde zichtbaar is (8), bijvoorbeeld als de kever vliegt. Tijdens het vliegen worden de voorvleugels uitgeklapt, maar niet bewogen, hiertoe dienen de vliezige achtervleugels. De neushoornkever kan vliegen, maar is niet erg behendig. De dieren botsen regelmatig ergens tegen aan, waarbij niet zelden een onzachte landing wordt gemaakt. Als de kever op de rugzijde terechtkomt op een horizontaal oppervlak dan heeft het dier moeite om weer recht op te komen. Bij het vliegen wordt de kever aangetrokken door licht en kan rond lantaarnpalen worden aangetroffen.
De poten zijn verbreed en met name de voorpoten dragen duidelijke tandjes aan het middelste segment die de scheen of tibia wordt genoemd (4). Het uiteinde van de poot wordt de tarsus genoemd en bestaat uit vijf geledingen. Het laatste deel bevat kleine klauwtjes waarmee de kever zich vasthoudt aan het substraat.

### Onderscheid met andere soorten
De neushoornkever is door het opvallende kopuitsteeksel goed te onderscheiden van de meeste andere kevers, maar er zijn enkele uitzonderingen.
De soorten van het geslacht Oryctes zijn sterk verwant aan de neushoornkever en lijken er ook wel wat op. Oryctes- soorten zijn soms moeilijker op naam te brengen en komen vooral voor in tropische streken.
Er zijn ook soorten uit andere keverfamilies die verward kunnen worden met de neushoornkever. Het gaat dan voornamelijk om de mannetjes die uitsteeksels hebben op de kop en/of het halsschild. Voorbeelden hiervan zijn enkele mestkevers, zoals de eenhoornmestkever en de driehoornmestkever en het rolrond vliegend hert. Deze komt ook in België en Nederland voor en behoort tot de vliegende herten.
De neushoornkever lijkt niet erg op veel andere soorten uit dezelfde onderfamilie (Dynastinae), want de meeste worden veel groter. Sommige tropische soorten hebben fel groene, rode of gele kleuren.
Andere grote kevers die in westelijk Europa voorkomen zijn bijvoorbeeld de geelgerande watertor (Dytiscus marginalis), het vliegend hert (Lucanus cervus), de heldenbok (Cerambyx cerdo), de grote spinnende watertor (Hydrous piceus) en de juchtleerkever (Osmoderma eremita).

## Voortplanting

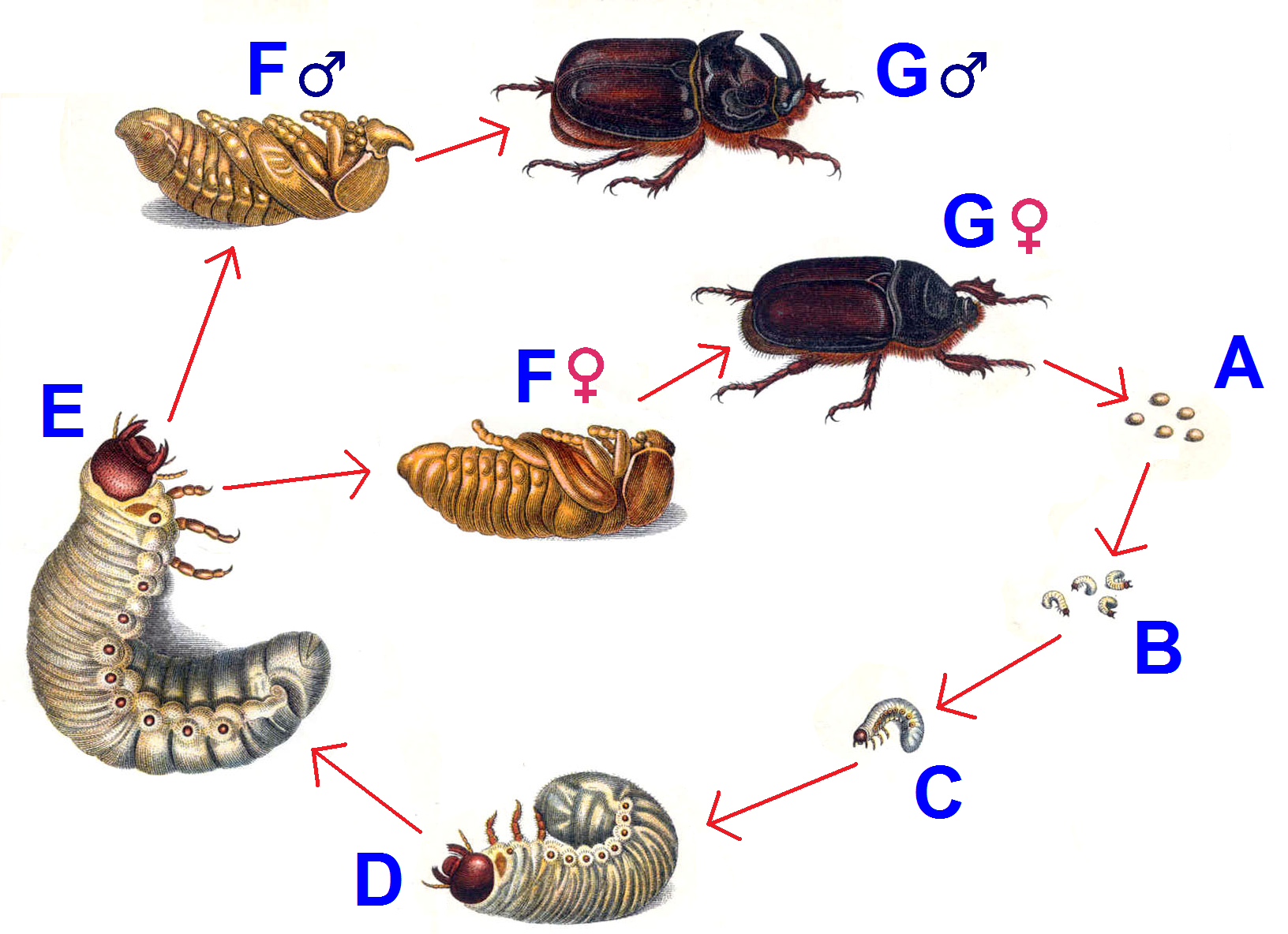
Levenscyclus van de neushoornkever.

De voortplantingstijd van de neushoornkever loopt van juni tot augustus, dan wordt de kever ook het vaakst waargenomen. Op warme zomernachten vliegt het mannetje uit op zoek naar een vrouwtje. Als hij een vrouwtje heeft gevonden, dan worden andere mannetjes verjaagd door ze met het krachtige lichaam op de rug te duwen, waarna ze weerloos zijn.
Kort na de paring zet het vrouwtje de eitjes af. Deze zijn wit, rond en enkele millimeters in doorsnede. De eitjes worden afgezet op de bodem bij rottend, plantaardig materiaal.
De larven van bladsprietkevers worden engerlingen genoemd en hebben een gekromde lichaam en meestal een crèmewitte kleur. De larve van de neushoornkever is hierop geen uitzondering en is moeilijk van de larven van andere soorten te onderscheiden. Voorbeelden van bladsprietkevers met gelijkende larven zijn de meikever, de gouden tor en de penseelkever. Ook de larven van andere grote kevers, zoals die van de vliegend hert lijken sterk op de larve van de neushoornkever. De larve is vuilwit van kleur en het lichaam is bezet met fijne, oranje haartjes. Dit geeft de larve een oranje gloed. Aan weerszijden van het lichaam zijn de ademopeningen of stigma zichtbaar als ronde, oranjebruine vlekjes. De kaken van de larve zijn gekromd. Dit is anders bij de larven van het vliegend hert, die meer rechte kaken hebben.
De ontwikkelingsduur van de larve is afhankelijk van de omgevingsomstandigheden en duurt ongeveer drie tot vijf jaar. Larven die in composthopen leven groeien veel sneller, doordat de omgevingstemperatuur hoger is. De larve groeit in stapjes, waarbij het lichaam vervelt en na elke vervelling groter wordt. Ieder stadium wordt een instar genoemd en de larve kent in totaal drie stadia. Als de larve net uit het ei is gekropen is deze slechts enkele millimeters lang, maar kan een uiteindelijke lengte van zo'n 12 centimeter bereiken.
Als de larve volledig is ontwikkeld, vindt de verpopping plaats in het substraat. De larve graaft hiertoe een gang waarin een zogenaamde popkamer of poppenwieg wordt gemaakt. Dit is een cocon die niet bestaat uit lichaamsweefsel, maar uit de uitwerpselen van de larve. De poppenwieg van de larve kan zo groot zijn als een kippenei.
Eenmaal volwassen leeft de neushoornkever slechts enkele weken.

## Voedsel en vijanden

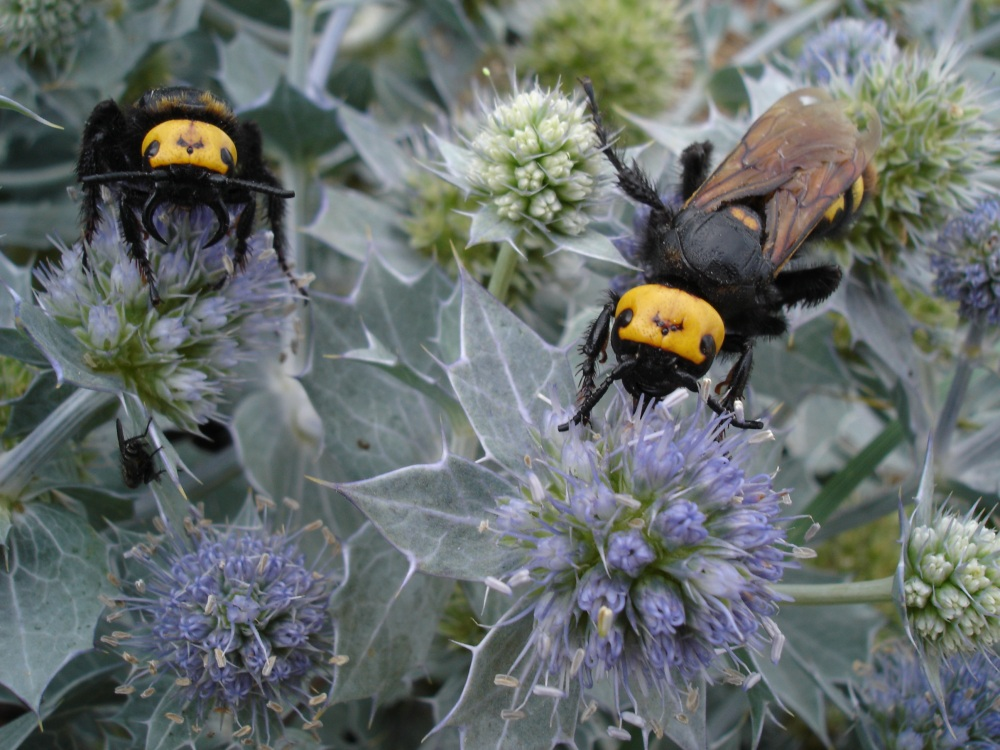
Dolkwespen, hier Scolia maculata zijn een belangrijke vijand van de larven.

De meeste bladsprietkevers komen in alle delen van de wereld algemeen voor. Soorten uit het geslacht Oryctes waartoe de neushoornkever behoort, komen echter hoofdzakelijk rond de evenaar voor. De neushoornkever is de enige vertegenwoordiger van dit geslacht in Europa. Dit komt doordat de kever erin geslaagd is van voedsel te veranderen. Toen Europa nog sterk bebost was, leefden de larven waarschijnlijk van rottend dood hout. Toen deze voedselbron steeds zeldzamer werd, is de kever overgeschakeld op ander voedsel: de hopen plantaardig afval van onder andere houtzagerijen. Ook composthopen vormen een goede leefomgeving voor de larven, waarbij ze gebruik maken van de warmte die vrijkomt door broei. Daarnaast is de larve te vinden in andere hopen plantaardig organisch materiaal, zoals rottend zaagmeel, snoeihout en strobalen. Zonder deze warmtebron kan de neushoornkever strenge winters niet overleven. De larve van de kever gebruikt de warmte ook om de stofwisseling te versnellen en zo de ontwikkelingsduur aanzienlijk te verkorten. De aanwezigheid van schimmels zorgt voor een verhoogde voedingswaarde van het substraat.
De volwassen kever neemt weinig voedsel op en likt hooguit van het sap van bomen en rottend fruit. Volwassen kevers hebben al hun energie als larve bij elkaar gegeten en richten zich voornamelijk op de voortplanting.
Natuurlijke vijanden van de larve zijn verschillende op insectenlarven gespecialiseerde insecteneters zoals vogels, mollen en ongewervelden. Voorbeelden van parasitoïden van de larve zijn dolkwespen uit de geslachten Scolia en Megascolia. De vrouwtjes sporen de larve op en steken hun legbuis dwars door het substraat om in de larve een eitje af te zetten. De larve van de wesp eet vervolgens de larve van de kever van binnenuit op.
De volwassen neushoornkever leeft slechts kort en heeft geen gespecialiseerde vijanden. Voorbeelden van predatoren zijn vogels die het gepantserde lichaam stukslaan en de vloeibare inhoud eten.

## Naamgeving en taxonomie

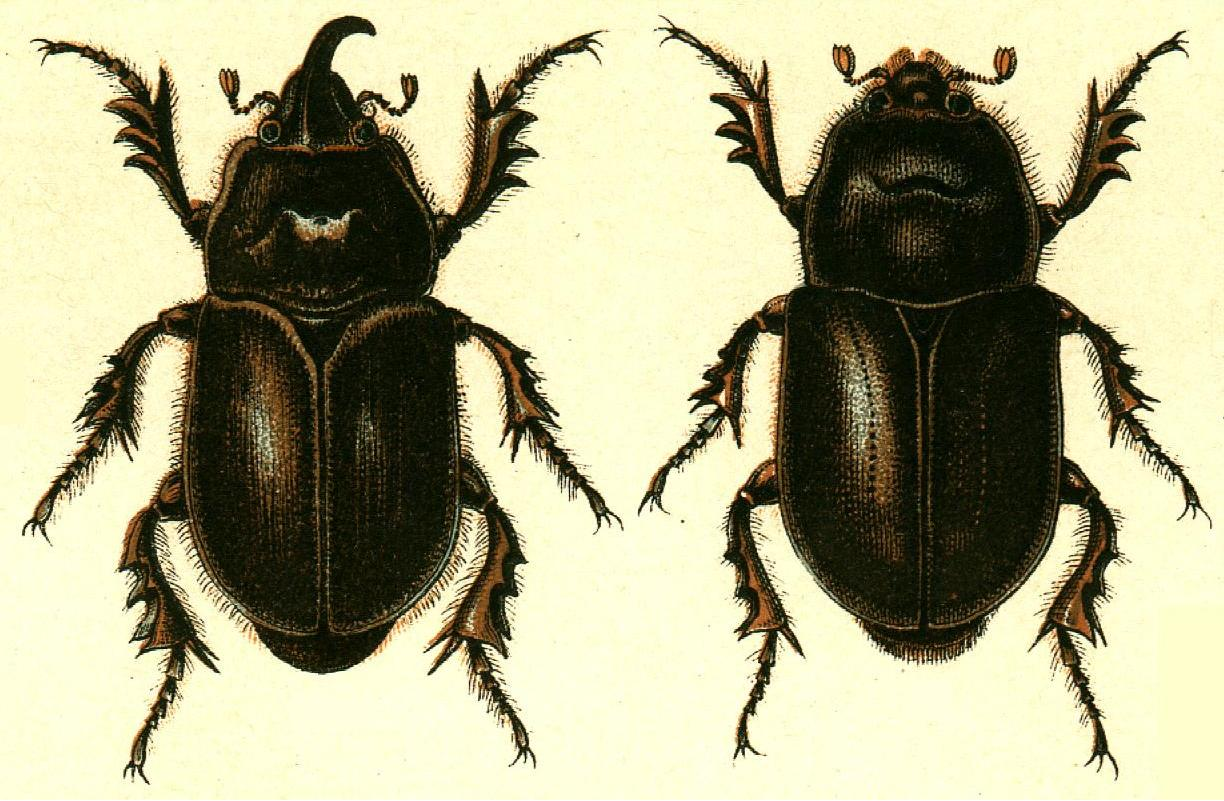
Tekening van een mannetje (L) en een vrouwtje (R) door Georgiy Jacobson uit 1905-1915.

De naam neushoornkever slaat op de naar achteren gekromde stekel op de kop van de mannetjes. De stekel heeft veel weg van de hoorn van de neushoorn, maar is een versiering en dient niet ter verdediging. De wetenschappelijk geslachtsnaam Oryctes is afgeleid van het Griekse ὀρύκτης, wat 'graver' betekent.
De neushoornkever behoort tot de familie bladsprietkevers of Scarabaeidae. Deze familie is een vormenrijke groep die een wereldwijde verspreiding kent en in Europa vertegenwoordigd wordt door 40 geslachten en ongeveer 200 soorten.
Bekende bladsprietkevers die ook in België en Nederland voorkomen zijn de meikever (onderfamilie Melolonthinae), de gouden tor (onderfamilie Cetoniinae) en de penseelkever (onderfamilie Trichiinae). Ook de mestkevers behoren tot deze groep, de meeste soorten vallen onder de onderfamilie Scarabaeinae.
De neushoornkever behoort tot de onderfamilie Dynastinae, deze familie wordt ook wel reuzenkevers of neushoornkevers genoemd omdat veel soorten erg groot kunnen worden en uitsteeksels op de kop dragen. De grotere soorten kennen een meerjarig larvestadium.
De uitsteeksels van de mannetjes geven ze een indrukwekkend uiterlijk. Een aantal soorten Dynastinae is dan ook populair in de handel in exotische dieren en ook opgezette exemplaren worden op grote schaal verhandeld. Enkele bekende soorten zijn de herculeskever (Dynastes hercules, tot 17 cm) en de atlaskever (Chalcosoma atlas, tot 13 cm).
De neushoornkever werd voor het eerst in 1758 wetenschappelijk beschreven door Carl Linnaeus als Scarabaeus nasicornis. Later werd de kever tot het geslacht Oryctes gerekend, dit geslacht werd beschreven door Illiger in 1798. De soort is ook beschreven onder de namen Oryctes progressivus, Oryctus nasutus, maar deze worden niet meer erkend en worden beschouwd als synoniemen.

### Ondersoorten
Er zijn achttien verschillende ondersoorten erkend, die voornamelijk verschillen in verspreidingsgebied. De ondersoort Oryctes nasicornis latipennis komt bijvoorbeeld voor in Albanië, terwijl de ondersoort Oryctes nasicornis polonicus voorkomt in een groot deel van oostelijk Europa. De nominale vorm Oryctes nasicornis nasicornis heeft het grootste verspreidingsgebied, deze ondersoort komt ook in België en Nederland voor.
- Oryctes nasicornis mariei

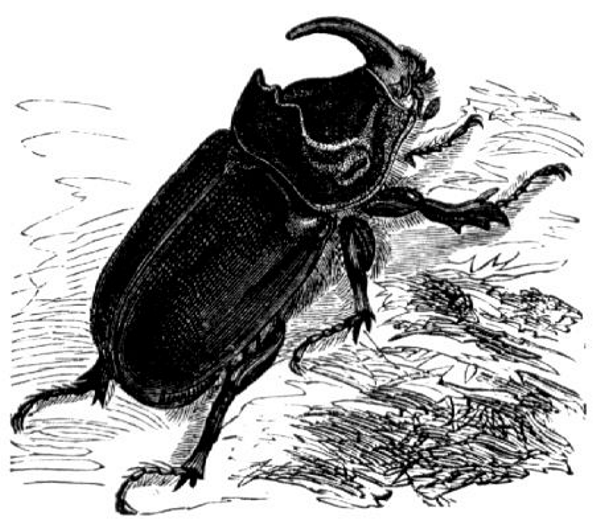
Tekening van een mannetje uit Brehm's Tierleben (1887)

- Oryctes nasicornis afghanistanicus
- Oryctes nasicornis chersonensis
- Oryctes nasicornis edithae
- Oryctes nasicornis grypus
- Oryctes nasicornis hindenburgi
- Oryctes nasicornis holdhausi
- Oryctes nasicornis illigeri
- Oryctes nasicornis kuntzeni
- Oryctes nasicornis laevigatus
- Oryctes nasicornis latipennis
- Oryctes nasicornis nasicornis
- Oryctes nasicornis ondrejanus
- Oryctes nasicornis polonicus
- Oryctes nasicornis przevalskii
- Oryctes nasicornis punctipennis
- Oryctes nasicornis shiraticus
- Oryctes nasicornis transcaspicus
- Oryctes nasicornis turkestanicus

## Afbeeldingen

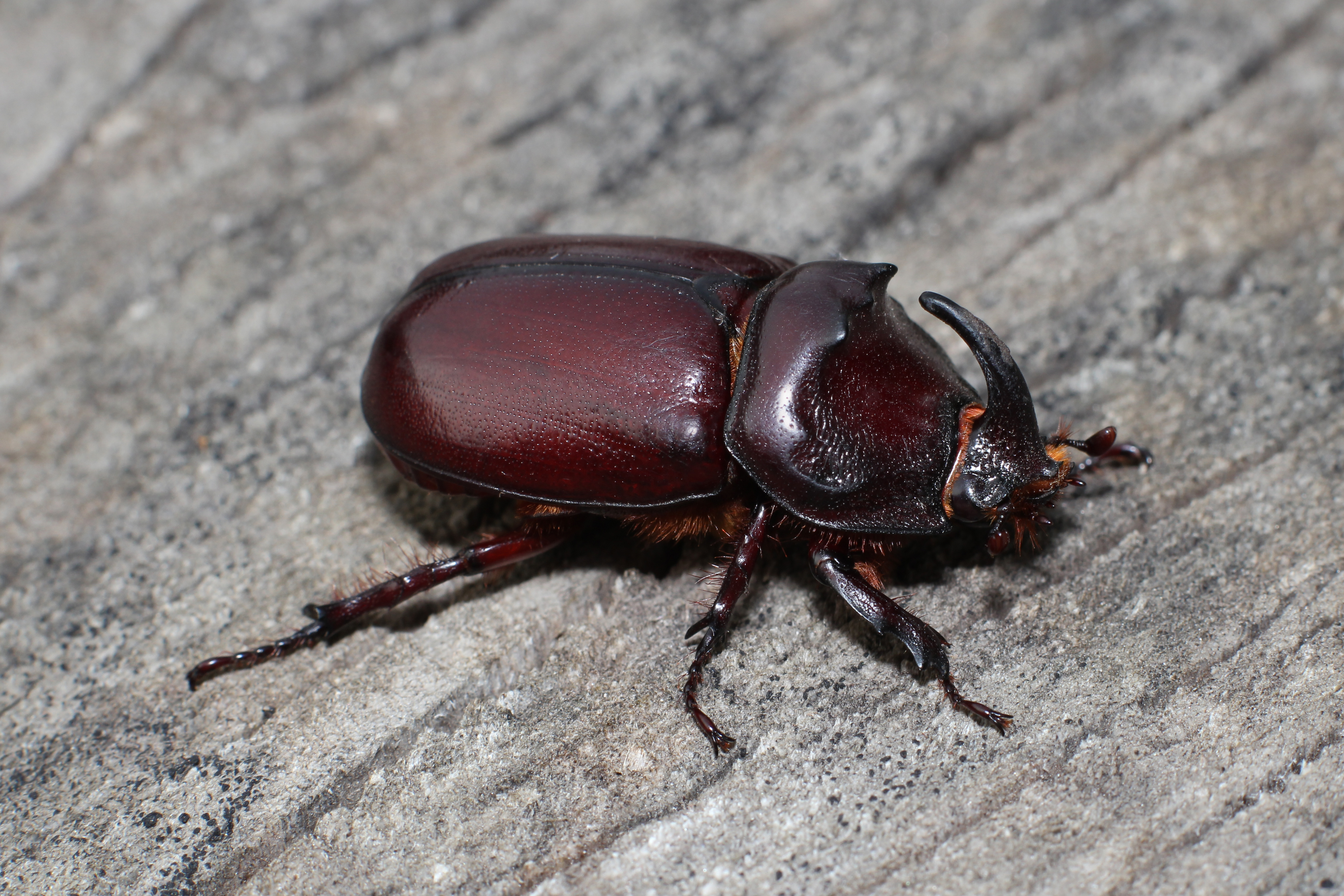
Mannetje
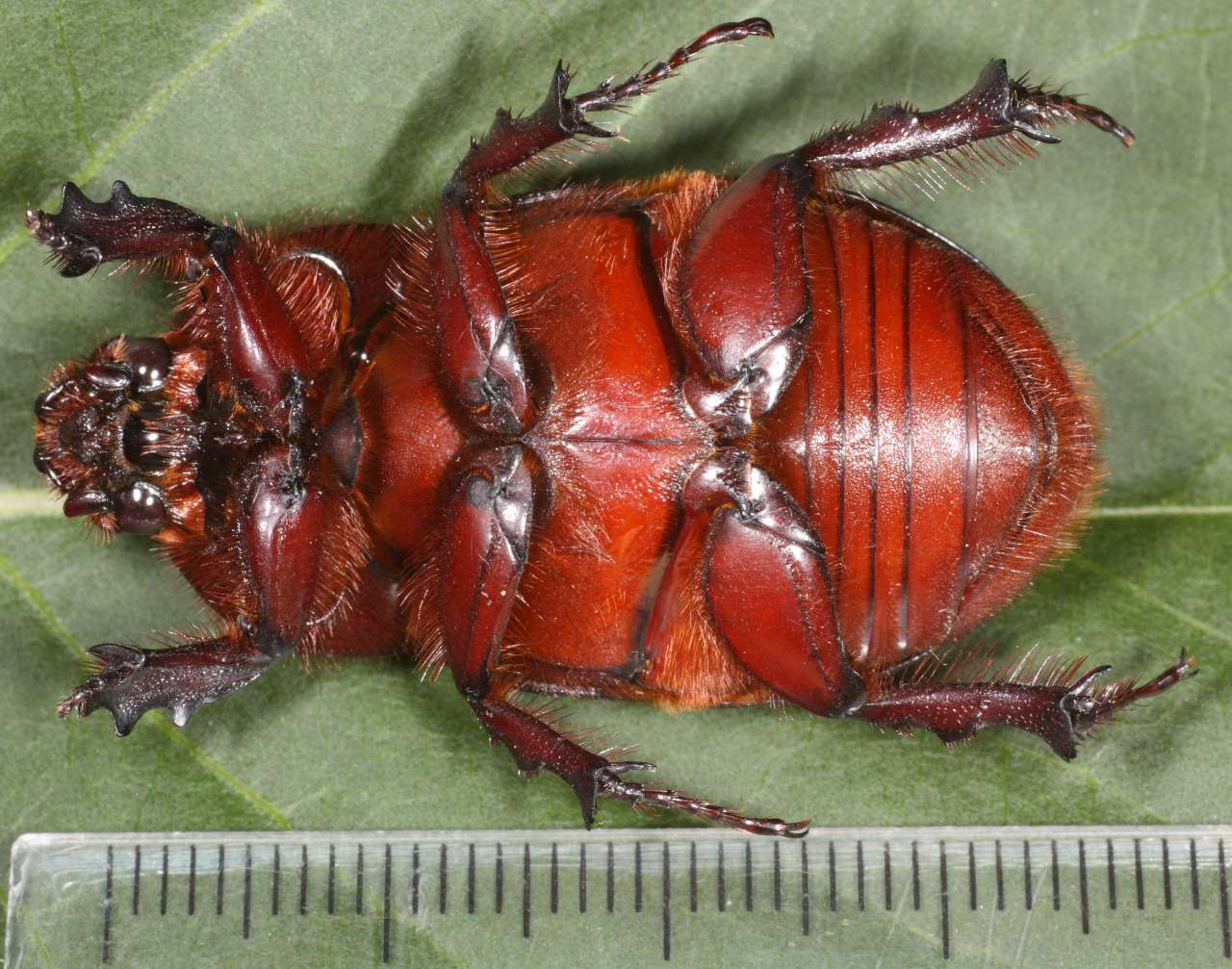
Onderzijde
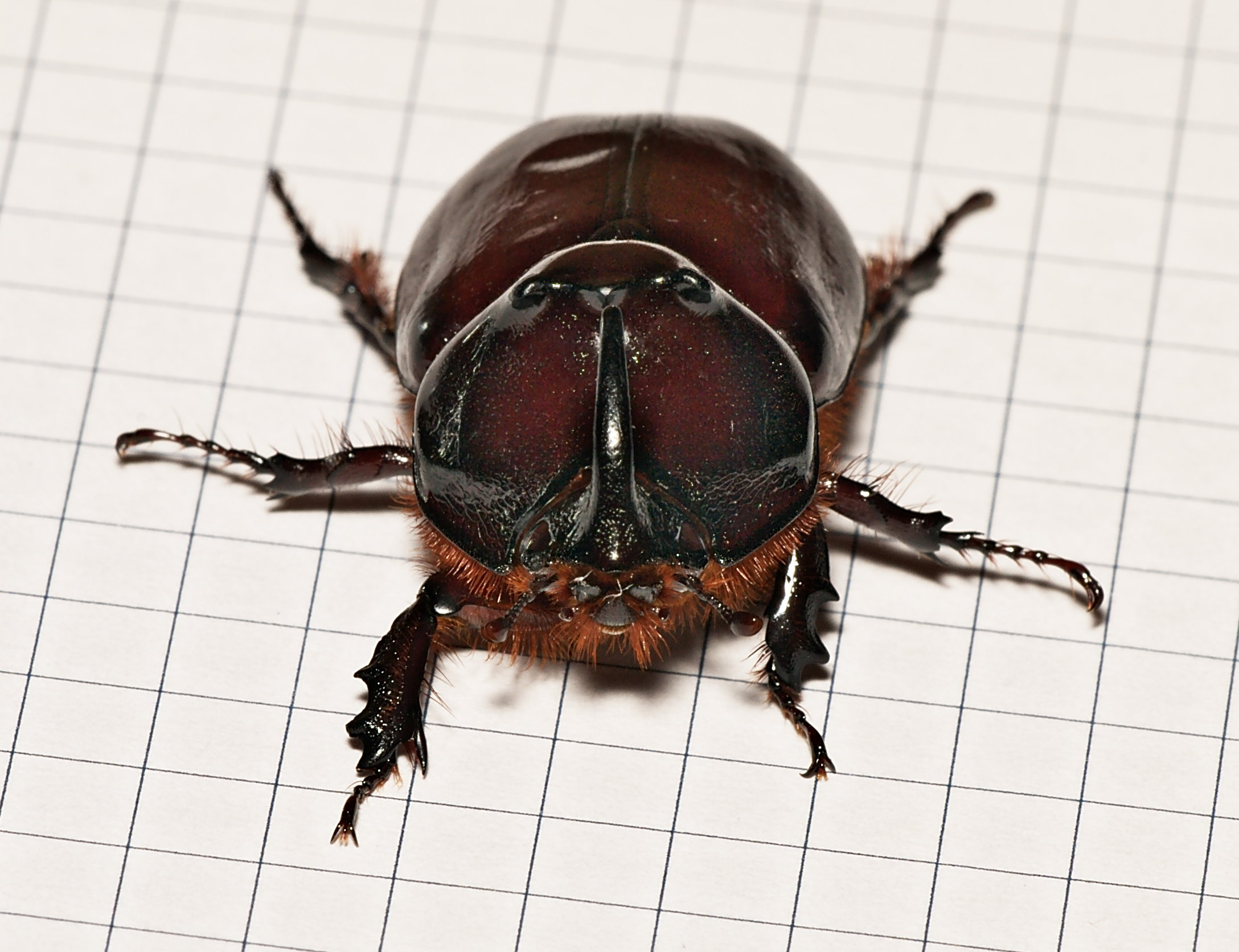
Vooraanzicht mannetje
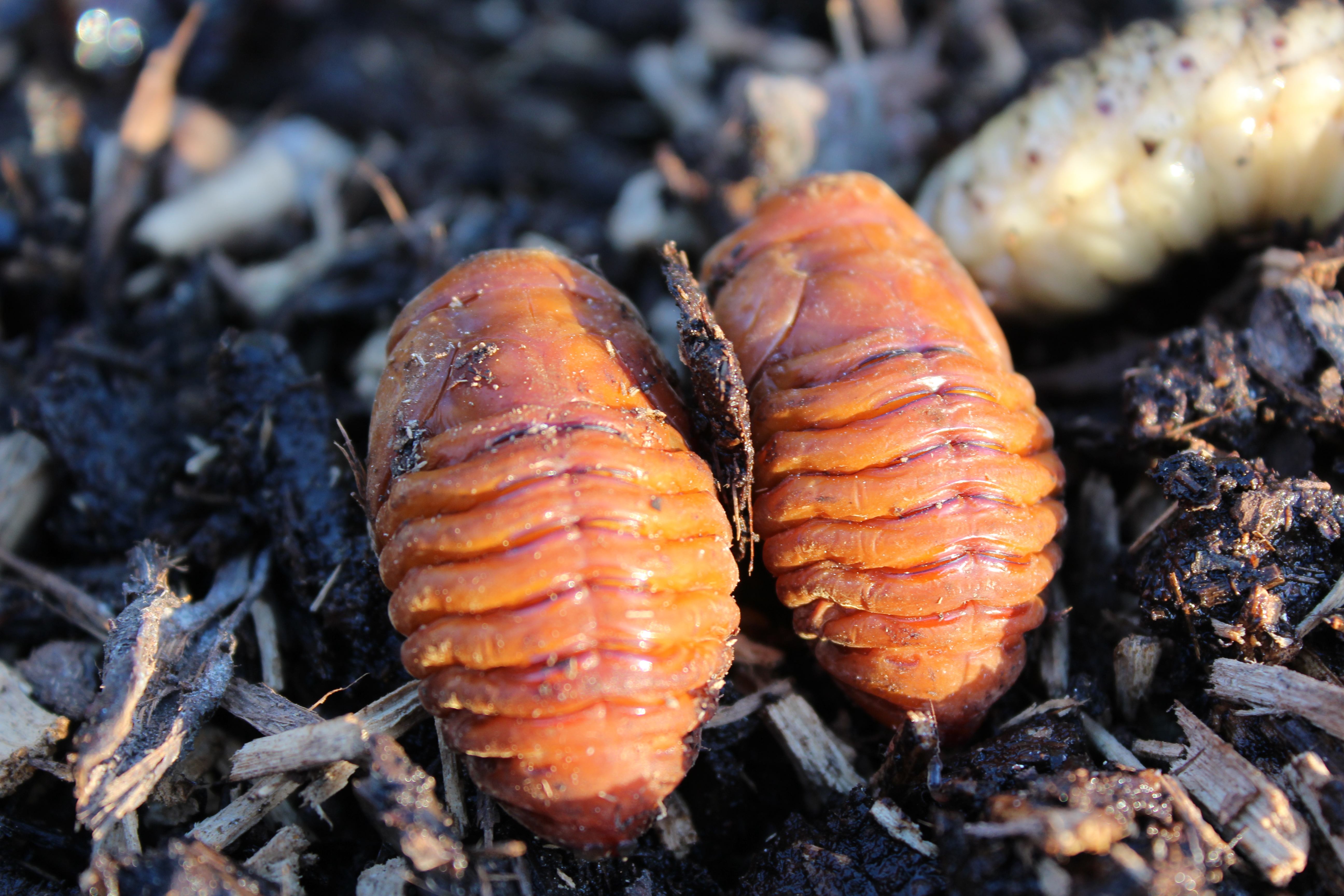
Poppen